# Don Juan (Dave Dee, Dozy, Beaky, Mick & Tich)
Don Juan is een single van Dave Dee, Dozy, Beaky, Mick & Tich. Don Juan is afkomstig van hun elpee Together.
Don Juan is volgens de print op het platenlabel een lied geschreven door Howard Blaikley. Dat is een verzonnen naam ontstaan uit een samentrekking van Ken Howard en Alan Blaikley. Jim Sullivan schreef het arrangement voor de opname. Hij leidde ook de begeleiding. Het lied gaat over de angsten van de stierenvechter Don Juan, die hoopt te overleven om nog langer te kunnen genieten van de liefde van zijn vriendin.
De B-kant Margareta Lidman is geschreven door David John Harman (Dave D), Trevor Leonard Ward-Davies (Mick) en John Dymond (Beaky). Mevrouw Lidman neemt afscheid van haar vriendje, die op het station achterblijft.
Muziekproducent was Steve Rowland, bekend van The Family Dogg.

## Hitnotering
In de UK Singles Chart stond het negen weken met een piek op plaats 23.

### NederlandseParool Top 20
The Cats met Why en The Bee Gees met First of May zette Don Juan de voet dwars voor de nummer 1-positie.
| Positie: | 9 | 3 | 3 | 3 | 4 | 7 | 10 | 20 | uit |

### Nederlandse Top 40
Why van The Cats hield Don Juan hier van de eerste plaats af.
| Positie: | 36 | 9 | 3 | 2 | 2 | 3 | 6 | 10 | 14 | 27 | 40 | uit |

### BelgischeBRT Top 30
Deze lijst bestond nog niet.

### Voorloper VlaamseUltratop 50
In deze lijst was Don Juan van de eerste plaats afgehouden door Marc Dex met Maar in Amerika, Jimmy Frey met Als een kus naar tranen smaakt en Wallace Collection met Daydream.
| Positie: | 11 | 6 | 4 | 5 | 7 | 10 | 13 | 20 | uit |

### NPO Radio 2 Top 2000
| Nummer met noteringen in de NPO Radio 2 Top 2000 | '99  | '00  | '01 | '02  |
| ------------------------------------------------ | ---- | ---- | --- | ---- |
| Don Juan                                         | 1648 | 1879 | -   | 1979 |

1. ↑  Een '-' betekent dat het nummer niet was genoteerd en een vetgedrukt getal geeft de hoogste notering aan.
2. ↑  Deze tabel is bijgewerkt tot en met de laatste editie (2024).